# Brendan Donnelly

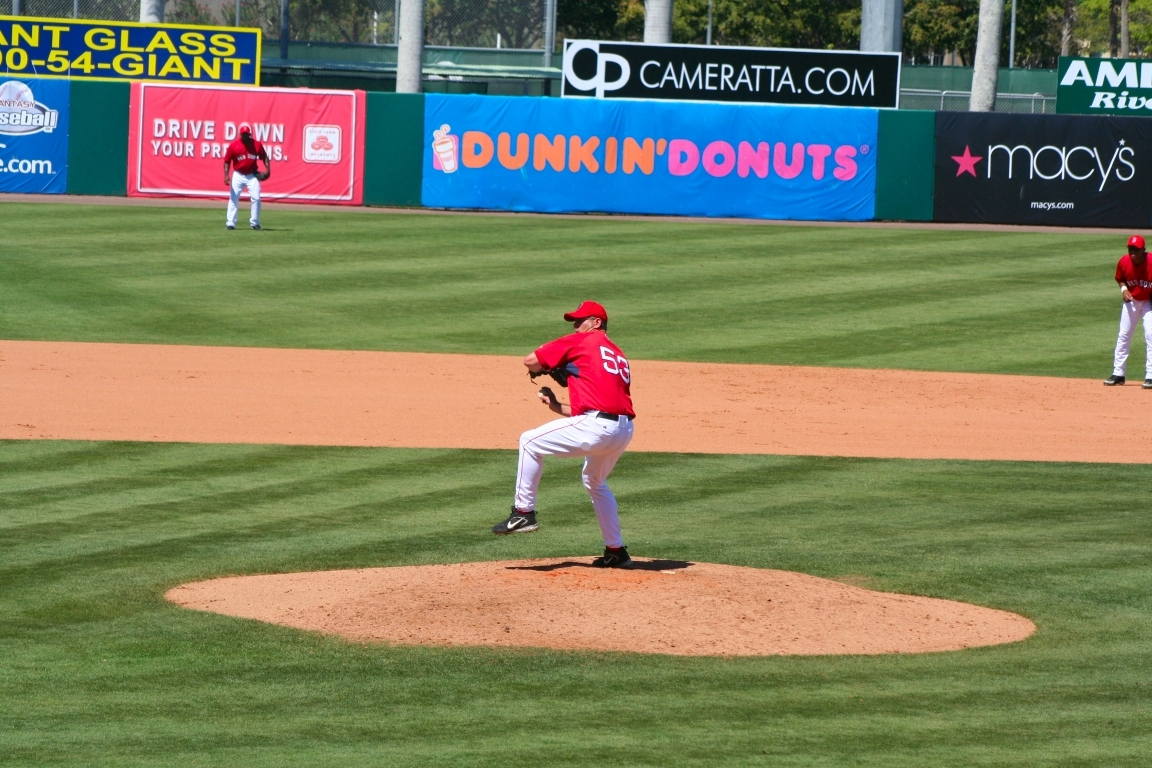

Brendan Kevin Donnelly (Washington, D.C., 4 de julho de 1971) é um ex-jogador profissional de beisebol norte-americano.

## Carreira
Brendan Donnelly foi campeão da World Series 2002 jogando pelo Anaheim Angels. Na série de partidas decisiva, sua equipe venceu o San Francisco Giants por 4 jogos a 3.